# Kineya Jōkan II.

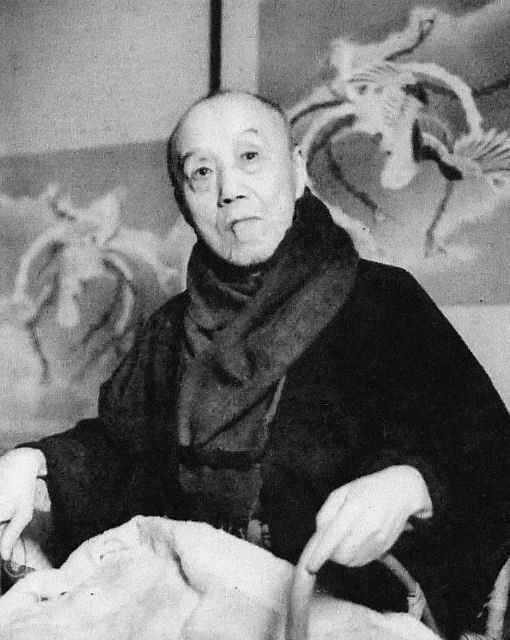
Kineya Jōkan II., 1955

Kineya Jōkan II. (japanisch 二代目 稀音家 浄観, eigentlich Sugimoto Kintarō 杉本金太郎; geboren 4. März 1874 in Tokio; gestorben 28. Mai 1956) war ein japanischer Nagauta-Sänger und Komponist.

## Leben und Wirken
Kineya Jōkan II. wurde als Sohn von Kineya Jōkan (1839–1917) geboren. 1888 nahm er – ohne um Erlaubnis zu fragen – den Namen Kineya Rokushirō III. (3代目杵屋六四郎) an. 1926 kehrte er mit der Änderung seines Namens in das ursprüngliche Kineya zur eigenen Familie zurück. Er wurde bekannt als Sänger und Komponist von Nagauta, eine wichtige balladenartige Gesangsform im Kabuki, aber auch auf der Konzertbühne. Dabei begleitet der Sänger sich selbst auf dem Shamisen.
Ein wichtiger Erfolg war 1902 die Bildung von „Nagauta Kenseikai“ (長唄研精会), zusammen mit Yoshizumi Kosaburō IV. (1876–1972). Dabei ging es darum, dass das Nagauta als selbständige Kunstform ist, also mehr ist, als Gesangsbegleitung innerhalb des Kabuki.
Als Nagauta 1929 an der „Tōkyō School of Music“ (東京音楽学校, Tōkyō Ongaku Gakkō; heute Fachbereich der Universität der Künste Tokio) zum Lehrfach wurde, arbeiteten er und Yoshizumi dort als Lehrer, um nachfolgende Generationen auszubilden.
Repräsentative Werke Kineyas sind „Yūya“ (熊野), „Yokobue“ (横笛) – „Querflöte“, das in der Kamakura-Zeit spielende „Genkō“ (元寇), sowie „Kibun Daijin“ (紀文大尽) – „Kibun, der Millionär“, und „Kanda-Matsuri“ (神田祭) in Zusammenarbeit mit Yoshizumi. Kineya war ein Meister der Komposition, er hatte dazu einen einzigartigen Humor, ergänzt durch scharfe Parodien. 1944 nahm er von der Bühne Abschied.
1955 wurde Kineya als Person mit besonderen kulturellen Verdiensten geehrt und mit dem Kulturorden ausgezeichnet.